# Cuarta guerra civil de la República romana
La cuarta guerra civil de la República romana fue la última guerra civil del Estado romano durante la época republicana ocurrida entre los años 32 a. C. y 30 a. C., propiciando su final y la instauración del Imperio romano con la proclamación como emperador romano de Octavio.
El enfrentamiento tuvo lugar entre la parte occidental de la República, controlada por Octavio, incluyendo Roma, y las provincias orientales controladas por Marco Antonio, incluyendo Egipto, gobernado por su esposa, la reina Cleopatra VII.

## Antecedentes
El Segundo Triunvirato consiguió acabar con numerosos senadores y caballeros que habían apoyado el asesinato del dictador romano Julio César. Tras la victoria de Filipos sobre los magnicidas Bruto y Casio y el suicidio de éstos, hubo un enfrentamiento en Italia entre los partidarios de Marco Antonio y Octavio, que se saldó en 40 a. C. con la paz de Brindisi, conseguida gracias a la intervención de Mecenas, y un nuevo reparto de poder entre los triunviros, correspondiendo Oriente a Marco Antonio y Occidente a Octavio, mientras que Lépido quedaba relegado a África. Este año Antonio y Octavio estrechan su alianza, por el matrimonio del primero con Octavia, hermana de Octavio, y por la acción conjunta contra Sexto Pompeyo.
Sin embargo, las relaciones se deterioran a partir de 37 a. C., cuando Antonio marcha a Asia y se une a Cleopatra. Octavio falta a los acuerdos, negándole la ayuda solicitada contra los partos. En 33 a. C., año en que finalizan los poderes de los triunviros, se produce la ruptura abierta.
Antonio se divorcia de Octavia y rompe con Roma. Octavio revela el testamento de Antonio, extraordinariamente favorable a Cleopatra. En 32 a. C., el Senado romano priva de sus poderes a Antonio y declara la guerra a Egipto. Octavio la manipula como un enfrentamiento entre Oriente y Occidente, pero realmente se trata de una pugna con Antonio.

## La guerra
En el 31 a. C. los dos ejércitos se encuentran en Grecia. Marco Vipsanio Agripa, general de Octavio, toma el puerto de Metone, en el Peloponeso, dificultando los movimientos de su rival. El conflicto se resuelve en la batalla naval de Accio, en la que Antonio y Cleopatra son vencidos y se retiran a Alejandría, donde esperan resistir.
En 30 a. C., el prefecto Cornelio Galo les ataca desde la Cirenaica, mientras que el grueso de las fuerzas de Octavio lo hace por el este. Antonio trata de resistir con once legiones, pero es vencido y opta por el suicidio. Pocos días después, cuando Cleopatra comprueba que Octavio no le va a permitir conservar su reino, se suicida también, dejando a los egipcios sin líder, y por lo tanto, Octavio se consolida como vencedor.

## Consecuencias
Con la muerte de Marco Antonio, Octavio, que ostentaba el consulado, queda como único dueño del poder y se plantea las posibles formas de gobierno. No podía ser dictador, porque la dictadura había sido abolida por Antonio a la muerte de César. Tampoco rey, pues había acusado a su rival de aspirar a la monarquía, y además en Roma no resultaba popular. No valía volver a la República aristocrática, desprestigiada y no deseada por los italianos ni los provinciales. La solución fue el Principado, una especie de monarquía de aspecto republicano, que pasó a la posterioridad con el nombre de Imperio romano.